# Tranekær
 For alternative betydninger, se Tranekær (flertydig). (Se også artikler, som begynder med Tranekær)
Tranekær er en landsby på det nordlige Langeland mellem slottet i nordbyen og Tranekær Kirke i vestbyen. Den er opkaldt efter Tranekær Slot og var til 2007 hovedby i Tranekær Kommune, selv om Tullebølle var den største by i kommunen. I dag er byen en del af Langeland Kommune der tilhører Region Syddanmark.

## Tranekærs historie
Tranekær har som residensby for Grevskabet Langeland i lange perioder af Langelands historie reelt været øens magtcentrum frem for den eneste købstad Rudkøbing.
Lensgreve Frederik Ahlefeldt-Laurvig, kaldet "Generalen", har især præget Tranekær. Han ønskede at skabe Tranekær om til noget i retning af et tysk fyrstendømme. Han oprettede adskillige virksomheder og institutioner i byen og indskrev udenlandske funktionærer og håndværkere, hvis efterkommere stadig kan findes på øen. Tranekær fremtræder endnu som "Generalens" by, og den er enestående i hele Danmark.
Nedenfor følger en række af de interessante bygninger i Tranekær, og som alle fortæller en historie om godset og om slægten Ahlefeldt.

### Herskabsstalden
Slottets gamle herskabsstald ligger lige neden for slottet og husede tidligere grevefamiliens heste. Slottets billardstue var også en tid indrettet i staldbygningen, og slottets gæster gik ofte hertil efter middagen, dels for at spille, dels for at beundre stalden med godsets mange køre- og rideheste.
I dag er der restaurant i Herskabstalden med servering i de gamle hestebåse.

### Theaterbygningen
Lige over for herskabsstalden ligger Theaterbygningen, som blev indrettet af "Generalen", der interesserede sig passioneret for scenekunst og tidligere havde drevet et teater i Slesvig by.
Teatret i Tranekær fik en kort levetid, og bygningen blev senere kornlager, infirmeri og skyttebolig.

### Hønsehuset
Øst for ladegården står godsets tidligere hønsehus. Et fremtrædende byggeri med små hønsestatuer på husets forlængede hjørnepilastre. Bygningen er udstyret med et lille tårn, hvor der har været dueslag. Det meget rummelige hønsehus anvendes i dag til feriebolig.

### Skvatmøllen
Lige over for opkørslen til slottet ligger Skvatmøllen, som vistnok var en vandmølle. Senere blev den anvendt som bolig for bl.a. godsforvalter B.L. Møller (1810-81) og hans efterfølger, senere godsinspektør Otto Bøgh (1846-1910). Efter der blev indrettet en større, moderne bolig til ham og hans familie i Sukkerfabrikken i 1891, kom Skvatmøllen til at fungere som vaskeri for slottet.
I en årrække har bygningen huset Tranekær Slotsmuseum under Langelands Museum, men det blev lukket i 2007 som følge af bygningens dårlige vedligeholdelse.

### Sukkerfabrikken
En smule syd for Tranekær Ladegaard ligger Sukkerfabrikken. Bygningen er opført i to halvdele, den sydlige i 1804, den nordlige i 1811. Det var her "Generalens" storstilet anlagte sukkerfabrik havde til huse. Englandskrigene havde medført sukkermangel, og derfor besluttede "Generalen" at dyrke roesukker. Det blev et særdeles kostbart eksperiment: der blev anskaffet maskiner og hyret folk til at betjene dem, og i 1812 begyndte fabrikken sin produktion, efter at kongelig tilladelse behørigt var indhentet. Men fabrikken nåede aldrig længere end til at lave sirup, det lykkedes ikke at krystallisere sukkeret.
Efterhånden som fabrikken blev for dyr i drift, blev produktionen opgivet og bygningen indrettet til brændevinsbrænderi og ølbryggeri. I 1891 blev bygningen moderniseret og ombygget af arkitekt August Klein til bolig for godsinspektør Bøgh og godsforvalter Saugman. I 1980'erne og 90'erne har der været beskæftigelsesværksted i bygningen, og den blev senere brugt af Hjemmeværnet. I dag er der kursuscenter i bygningen.

### Godskontoret
Ved siden af Skvatmøllen ligger Tranekær Godskontor.
Bygningen blev opført i 1905 og fungerede som slottets godskontor til 2003.

### Gæstgivergården
I 1700-tallet lå kroen "Slukefter" på skellet mellem Bøstrup og Tranekær sogne. Den blev nedlagt af "Generalen", som i stedet lod Gæstgivergården opføre i 1802. Den blev kongeligt privilegeret kro den 14. april 1803. Ridestalden ved siden af hovedbygningen er opført i 1860 af gæstgiver W. From. I den første halvdel af det 19. århundrede tjente Gæstgiveriet også som postkro, inden Tranekær i 1870'erne fik eget posthus.
I Gæstgivergården holdt Tranekærs selskabelige klub sine arrangementer omkring år 1900, og der har været foredrag med bl.a. Herman Bang.

### Musikanthusene
Syd for gæstgivergården ligger de to "Musikanthuse". Husene stod oprindeligt på Lundsgård ved Kerteminde, men blev af "Generalen" flyttet til Tranekær som bolig for teatrets musikanter og skuespillere.

### Lygten
Syd for vejen til Botofte findes et smukt lille bindingsværkshus med mansardtag opført af "Generalen" til sin "reservefar", negertjeneren Frederik Anthony.

### Tranekær gamle realskole
Bygningen er opført i 1885 af "Excellencen", lensgreve Frederik Ahlefeldt-Laurvig, til Tranekær Læseforening og blev i 1890-erne indrettet til realskole af lensgrevens søn og efterfølger "Gamle Grev Christian" samtidig med oprettelsen af Tranekær Brugsforening.
Som tak for oprettelsen af skolen besluttede en kreds af tranekærborgere at gå i fakkeltog til slottet, netop som grevefamilien var ved at rejse sig fra en større middag med fornemme gæster. Greven blev meget glad over denne gestus og gav champagne til alle i fakkeltoget. På realskolen gik børn af godsets funktionærer, men også andre børn kunne få friplads. Skolen blev nedlagt omkring 1923. Bag skolebygningen står endnu den gamle gymnastiksal.

### Jægergården eller "Knudegrevens Hus"
Bygningen midt i Tranekær blev opført til jæger Peter Nielsen der var grevens personlige tjener. Fra 1832 blev det i nogle år bolig for "Generalens" efterfølger, hans brodersøn Christian Ahlefeldt-Laurvig, mens han overvejede om han skulle overtage det stærkt forgældede grevskab, og mens han arbejdede på at få det på fode igen.

### Kruhøffers hus
Bygget til Vilhelm Kruhøffer som "Generalen" hentede til Tranekær i 1804 som bestyrer af grevskabets skove.

### Goltermannhuset
Opførtes til grevens sadelmager, bendrejer og dyrlæge.

### Tranekær gamle skole
Tranekær gamle skole i byens vestlige ende er også "Generalens" værk. Den opførtes i år 1800 og står gulkalket, klassicistisk med hvide gesimser og helvalmet tegltag. Bygningen falder stærkt i øjnene på grund af det barokt
fremhævede midterparti og den markante placering helt ud til en svag krumning af vejen.

### Asylet
Opført i 1868 af Frederik Ahlefeldt-Laurvig som børnehave for børn af godsets medarbejdere. Asylet blev nedlagt i 1953.
- Den gl. teaterbygning
- Vognladen
- Herskabsstalden
- Det grevelige hønsehus
- Tranekær gamle Skole
- Det tidligere rådhus